# Eurybia cyclopia
Espèce
Eurybia cyclopia est un insecte lépidoptère appartenant à la famille  des Riodinidae et au genre Eurybia.

## Dénomination
Eurybia cyclopia a été décrit par Hans Ferdinand Emil Julius Stichel en 1910.

### Sous-espèces
- Eurybia cyclopia cyclopia; à Panama, au Costa Rica et en Équateur.
- Eurybia cyclopia montsineryensis Brévignon, 1997; présent en Guyane[1].

## Noms vernaculaires
Il se nomme Fire-bordered Eurybia en anglais.

## Description
Eurybia cyclopia est de taille moyenne avec une envergure d'environ 38 mm pour les mâles et d'environ 40 mm pour les femelles. Le dessus est de couleur marron clair avec aux antérieures un gros ocelle centré de noir et une ligne submarginale d'ocelles centrés de foncé, et aux postérieures la même ligne submarginale d'ocelles centrés de noir sur une large bande jaune cuivré.

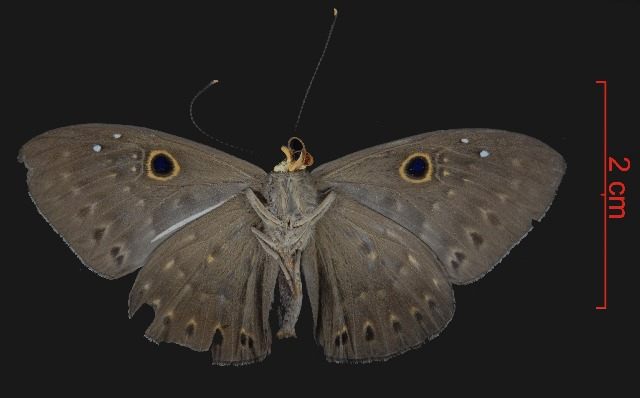
revers

Le revers est beige clair avec la même ornementation.

## Écologie et distribution
Eurybia cyclopia est présent en Amérique sous forme de deux isolats, l'un en Guyane, l'autre à Panama, au Costa Rica et en Équateur. Il est aussi présent au Venezuela et au Pérou.

### Biotope
Il réside dans la forêt tropicale.